# Staffan Larsson
Staffan Larsson (* 10. Februar 1970) ist ein ehemaliger schwedischer Skilangläufer.

## Werdegang
Larsson begann 1992 mit der Teilnahme an internationalen FIS-Rennen in seiner Heimat Schweden. Im Winter 1992/93 gab er zudem sein Debüt im Skilanglauf-Weltcup. In seinem ersten Jahr gewann er insgesamt sechs Weltcup-Punkte und beendete die Saison als 84. der Gesamtwertung.
Bei den Schwedischen Meisterschaften 1995 gewann Larsson gemeinsam mit Tomas Andersson und Håkan Nordbäck den Titel im Staffelwettbewerb. 1998 siegte er beim König-Ludwig-Lauf. 1999 gewann Larsson den Wasalauf. Im Januar 2001 feierte er in Gjøvik im Rahmen des Skilanglauf-Continental-Cups als Dritter sein einziges Podium in dieser Serie.
Nach dem Winter 2004/05, in dem er noch einmal 33. im Marathon Cup wurde, beendete Larsson seine aktive Karriere. Im April wurde er in Luleå noch einmal Vierter bei den Schwedischen Meisterschaften über die 50-km-Distanz.

## Platzierungen im Weltcup

### Weltcup-Gesamtplatzierungen
| Saison  | Gesamt | Gesamt | Distanz | Distanz | Sprint | Sprint |
| Saison  | Punkte | Platz  | Punkte  | Platz   | Punkte | Platz  |
| ------- | ------ | ------ | ------- | ------- | ------ | ------ |
| 1992/93 | 6      | 84.    | –       | –       | –      | –      |
| 1994/95 | 2      | 87.    | –       | –       | –      | –      |
| 1999/00 | 13     | 95.    | 13      | 53.     | –      | –      |